# 코브라 베르데
코브라 베르데(Cobra Verde, Slave Coast)는 가나에서 제작된 베르너 헤어조크 감독의 1987년 모험, 드라마 영화이다. 클라우스 킨스키 등이 주연으로 출연하였고 럭키 스티페틱 등이 제작에 참여하였다.

## 출연

### 주연
- 클라우스 킨스키

### 조연
- 조시 루고이
- 살바토레 배질
- 피터 베링
- 코피 예렌키
- 베니토 스테파넬리
- 코피 브라이언
- 페드로 올리베이라
- 요란더 가르시아
- 산티아고 가르시아

## 제작진
- 공동제작: 코피 브라이언
- 공동제작: 조지 스미스
- 공동제작: 코피 예렌키
- 미술: 울리히 베르그펠더
- 의상: 기셀라 스토치